# Hot Springs (North Carolina)
Hot Springs is een plaats (town) in de Amerikaanse staat North Carolina, en valt bestuurlijk gezien onder Madison County.

## Demografie
Bij de volkstelling in 2000 werd het aantal inwoners vastgesteld op 645.
In 2006 is het aantal inwoners door het United States Census Bureau geschat op 642, een daling van 3 (-0.5%).

## Geografie
Volgens het United States Census Bureau beslaat de plaats een oppervlakte van
8,9 km², waarvan 8,1 km² land en 0,8 km² water. Hot Springs ligt op ongeveer 406 m boven zeeniveau.

## Plaatsen in de nabije omgeving
De onderstaande figuur toont nabijgelegen plaatsen in een straal van 32 km rond Hot Springs.